# Luis Villalta
Luis «el Puma» Villalta (Lima, 2 de octubre de 1969-Pompano Beach,  Florida, 3 de marzo de 2004) fue un boxeador peruano.
Luego de una gran carrera en Perú, a falta de apoyo, se retiró; pero luego volvió al boxeo gracias a una oportunidad que le dio un peruano radicado en Nueva York, llamado Leonardo Zavala.
Residió en Hillsborough, Nueva Jersey, y estuvo casado con Maribel Tito de Villalta, con quien tuvo dos hijos quienes residen en Lima.

## Su carrera
Comenzó a boxear muy temprano y rápidamente se destacó por su dedicación al entrenamiento, lo cual le permitió destacarse y lo llevó a ganar Guantes de Oro y entrar al equipo nacional peruano.
Tuvo varias competencias internacionales y fue vencedor del Campeonato Sudamericano de Boxeo. El boxeo se convirtió en su vida, entrenaba como si cada pelea fuera por el título, pues tenía su meta muy clara, darle al Perú su primer Campeonato Mundial de Boxeo.
Físicamente era impresionante verlo, no tenía grasa y era fibra por cada ángulo. Además, destacó como un gran padre y hermano, pues le dedicaba todo su esfuerzo a los suyos.
Luego de una gran carrera en Perú, a falta de apoyo, se retiró; pero luego volvió al boxeo gracias a una oportunidad que le dio un peruano radicado en Nueva York llamado Leonardo Zavala.
Así empieza su travesía rumbo a su anhelado título, por el cual daría la vida más adelante.
En una de sus presentaciones, Villalta controló con una avalancha de golpes precisos a Pedro García, para finalmente noquearlo en el quinto episodio, después de conectar un devastador gancho de izquierda al tronco. Fue la segunda victoria consecutiva del peruano por la vía del nocaut. 
No cabe dudas que Villalta llevaba poder en los puños. «He estado peleando por más de quince años con la ayuda de mi entrenador Lou Romano, yo siento que estoy listo para cualquiera de los diez primeros. No le tengo miedo a nadie, no hay nadie que yo sienta que yo no pueda vencer», dijo alguna vez Villalta.

## Última pelea
Luis Villalta se desmayó la noche del sábado 28 de febrero de 2004 después de perder una pelea en Estados Unidos permaneciendo en estado de coma durante varios días..
Villalta, de treinta y cinco años, se desmayó en el vestuario unos minutos después de perder un combate a doce asaltos, contra Ricky Quiles, de Puerto Rico, quien lo despojó del título. «No hay evolución en su estado», dijo Pam Toresco, esposa del timonel de Villalta, Anthony Toresco. «Oramos por la recuperación de Luis». El North Broward Medical Center advirtió que no divulgaría información sobre el púgil, por respeto a su privacidad. El púgil se sometió a un procedimiento para aliviar la presión sanguínea en el cerebro. Desde Lima se confirmó esa noticia indicando que se le encontraron dos coágulos en el cerebro y tuvieron que operarlo.
Tras cuatro días de penosa agonía, el destacado boxeador peruano falleció en el hospital North Broward Medical Center de Miami, Estados Unidos, según confirmó su esposa. 